# Том Форд
Томас Карлајл Форд (енгл. Thomas Carlyle Ford) је амерички модни креатор и филмски редитељ, рођен 27. августа 1961. године у Остину, Тексас (САД).

## Биографија
Форд је рођен 27. августа 1961. у Остину, као син Том Форда и Ширлеy Буртон. Своје рано детињство је провео у предграђима Хјустон и Сан Маркос, изван Остина, да би се његова породица преселила у Санта Фе када је имао 11 година. Са 16 година је уписао Бард колеџ, али је убрзо одустао. Преселио се у Њујорк и започео студије историје уметности на Њујоршком универзитету. Након само годину дана напустио је студије и почео је да глуми у рекламама. У једном тренутку појављивао се истовремено у 12 реклама које су се емитовале широм земље.
Почео је да студира ентеријер у познатој школи, Парсонс, нова школа за дизајн. За време његовог боравка у Њујорку, често је посећивао чувени клуб Студио 54, где је схватио да је геј. Гламур диско ере Студија 54 имао је главни утицај на његове касније креације. Последњу годину на колеџу Парсонс провео је студирајући моду, али је дипломирао на архитектури.

## Каријера

### Почетак каријере
Када је имао интервјуе за посао након дипломирања, помињао је да је похађао Парсонс, али је крио информацију да је завршио архитектуру. Упркос недостатку искуства, Форд је свакодневно звао дизајнерку Кејти Хардвик, како би добио посао у њеној компанији спортске одеће средње класе. Хардвик је касније изјавила: „Нисам имала намеру да му дајем наду. Питала сам га који су му омиљени европски дизајнери. Рекао је 'Армани и Шанел'. Пар месеци касније питала сам га зашто је то рекао, а он је одговорио, 'Зато што сте носили нешто од Арманија'. Да ли је чудо што је добио посао?” Форд је радио као асистент две године за Хардвикову.
Године 1988. Форд је прешао у Перу Елис, где је познавао Роберта Макдоналда, председника компаније, и Марк Џејкобса, дизајнера. Задржао се у компанији две године, али се коначно уморио од америчке моде. Касније је за Њујорк Тајмс изјавио: „Да бих постао добар дизајнер, морао сам да напустим Америку. Моја сопствена култура ме је инхибирала. Исувише стила у Америци је кич. Ниподаштава се стил. Европљани, међутим, цене стил.” Ускоро је добио прилику да уђе у европску моду: Гучи. Дон Мело, креативни директор компаније Гучија, ангажовао је 1990. Форда за дизајнера женске колекције. Форд и његов дугогодишњи партнер, Ричард Бакли преселили су се у Милано.
Његова улога у Гучију се брзо проширила. Почео је да дизајнира мушку одећу у наредних шест месеци, а затим и ципеле. Када је Ричард Ламбертсон напустио место директора дизајна, 1992. Форд је дошао на његово место. У то време почеле су тензије између њега и председника компаније, Мауриција Гучија. Мело је изјавио: "Маурицио је желео све да буде округло и браон, Форд да буде коцкасто и црно."

### Креативни директор за Гучи и YSL
Године 1994. Форд је унапређен у креативног директора. У првим годинама Форд је вратио гламур у моду. Довео је стилисткињу, Карин Ројтфелд и фотографа Марија Тостина, који су направили модерне рекламе и продаја у Гучију је порасла за 90% између 1995. и 1996. године. Године 1999. компанија која је била скоро пред банкротом када се Форд придружио, процењена је на 4,3 милијарде долара. Форд је напустио Гучи када је компанија вредела 10 милијарди.
Када је Гучи купио Yves Saint-Laurent(YSL), Форд је именован за креативног директора и те марке.
Априла, 2004. Форд је напустио Гучи због немогућности да се договори око уметничке контроле групе.

### Лични бренд Том Форд
Априла, 2005. Форд је најавио стварање новог бренда, Том Форд. Придружио му се Доменико Де Соле, који је постао председник компаније. Априла, 2007. отворена је прва продавница у Њујорку, на Медисон авенији у исто време када се појавила и његова прва, дуго очекивана, мушка колекција. Данас постоји 21 продавница широм света.

### Филмска режија
У марту, 2005. године, Форд је најавио да отвара своју филмску продукцијску кућу, Фејд ту блек (енгл. Fade To Black). Након 4 године, имао је редитељски деби са филмом Самац (A Single Man), који је заснован на истоименом роману Кристофера Ишервуда. Премијера филма одржана је 11. септембра 2009. године на Венецијанском фестивалу. Филм је био номинован за Златног лава, а Колин Фирт је био номинован за Оскара за најбољег глумца у главној улози. Форд је приказао свој други редитељски филм Ноћне звери 2017. Филм је освојио Главну награду жирија на Венецијанском фестивалу, а освојио је и једну номинацију за Оскара, и то у категорији за најбољег глумца у споредној улози.

## Приватни живот
Том Форд је отворено геј и живи са својим супругом, новинаром Ричардом Баклијем већ више од 23 године. Бакли је био уредник часописа Vogue Hommes International.